# 1956년 그랜드 캐니언 공중 충돌 사고

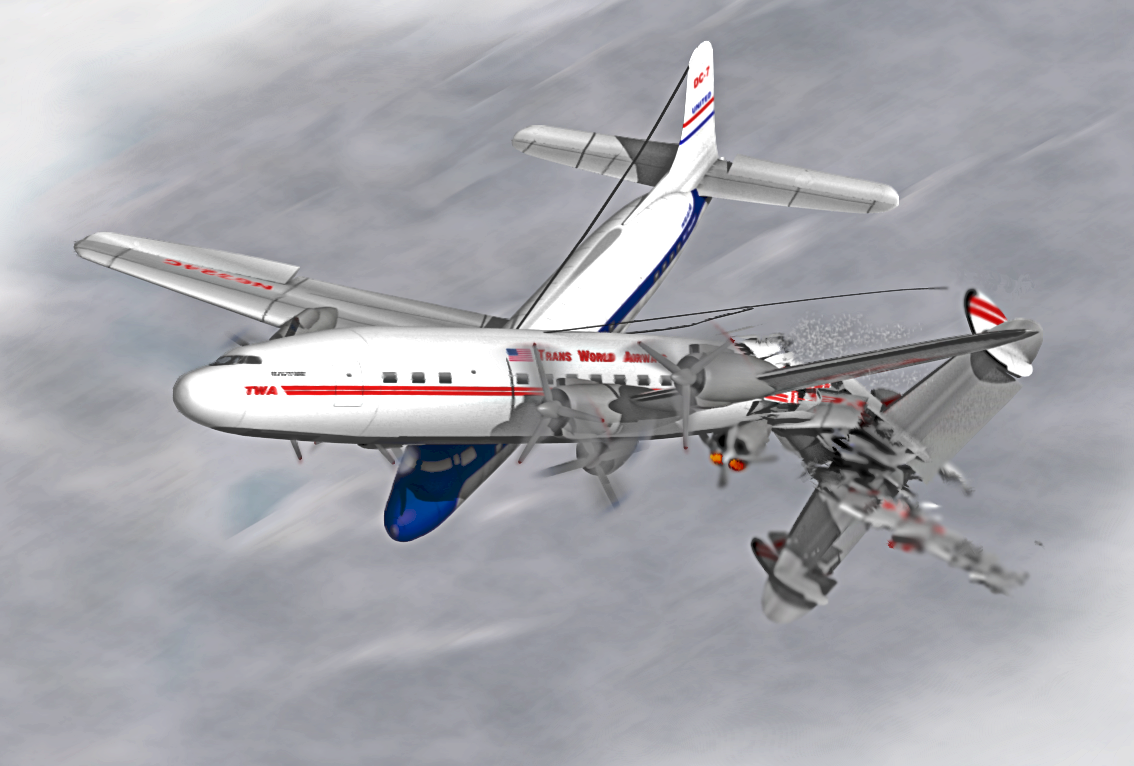
사고의 상상도

그랜드 캐니언 공중충돌 사고(1956 Grand Canyon mid-air collision)는 1956년 미국에서 일어난 항공 사고이다. 1956년 6월 30일, 그랜드 캐넌 상공 21,000피트에서 트랜스월드 항공 002편과 유나이티드 항공 718편 항공기가 충돌해 추락하여 양 비행기에 타고 있던 승무원 승객 128명 전원이 사망하는 사고가 발생했다. 이 사고로 인해 1958년에 연방 항공법 제정되어 이를 근거로 항공수송의 안전을 유지하는 기관으로 미국 연방 항공국이 설립되었다.

## 같이 보기
- 1996년 차르키다드리 공중 충돌 사고
- GOL 항공 1907편 추락 사고
- 200입니다.13ㄷ123
- 일본항공 근접 비행 사고
- 2002년 위버링겐 공중 충돌 사고